# La città dolente
La città dolente är en italiensk dramafilm från 1949 i regi av Mario Bonnard.

## Roller (urval)
- Luigi Tosi – Berto
- Barbara Costanova – Silvana
- Gianni Rizzo – Sergio
- Constance Dowling – Lubiza
- Elio Steiner – Martini